# Sailor Moon S, le film
Pour plus de détails, voir Fiche technique et Distribution.
Sailor Moon S, le film (劇場版 美少女戦士セーラームーンＳ, Gekijōban Bishōjo Senshi Sērā Mūn Sūpā), est un long-métrage d'animation basé sur la troisième saison (Sailor Moon S) de la série animée Sailor Moon. Il est sorti le 4 décembre 1994 au Japon et en avril 2015 en France chez l'éditeur vidéo Kaze.

## Synopsis
Princess Snow Kaguya, une ennemie venue des confins de la galaxie, voyage sur son vaisseau-comète à la recherche d'une planète pour y établir son royaume de glace. Elle finit par repérer la Terre, qu'elle avait déjà convoitée il y a des siècles, avant que son projet ne soit échoué par Queen Serenity. Constatant que la Lune n'est plus habitée par les protecteurs de la Terre, elle envoie sur la planète bleue des fragments de sa comète pour préparer son invasion. Ceux-ci déclenchent des tempêtes de neige aux quatre coins du monde. L'un de ces fragments est retrouvé par Kakeru Ozora, un jeune astronome qui avait détecté l'étrange comète habitée par Princess Snow Kaguya.
De son côté, Usagi Tsukino et ses amies, Ami Mizuno, Rei Hino, Makoto Kino et Minako Aino s'inquiètent de la disparition de leur petite chatte Luna. Celle-ci s'est fait renverser par l'astronome Kakeru, alors qu'elle était en train de faire un malaise sur la route. Luna tombe progressivement amoureuse de son sauveur, tandis que Princess Snow Kaguya envoie ses sbires, les Snow Dancers, à la recherche du fragment manquant...

## Fiche technique
- Titre original : 劇場版 美少女戦士セーラームーンＳ
- Titre français : Sailor Moon S, le film
- Réalisation : Hiroki Shibata
- Scénario : Sukehiro Tomita d'après l'œuvre de Naoko Takeuchi
- Conception graphique :
  - Direction artistique : Kazuyuki Hashimoto
  - Décors : Hiroshi Komoro
- Animation :
  - Supervision : Tadao Kubota
  - Animation des personnages : Hisashi Kagawa
- Son : Yasuyuki Konno
- Montage : Yasuhiro Yoshikawa
- Musique :
  - Compositeur : Takanori Arisawa
- Société de production : Toei Animation
- Société de distribution : Toei
- Production : Tan Takaiwa, Teruo Miyahara, Tsutomu Tomari
- Pays d'origine :  Japon
- Langue originale : japonais
- Durée : 61 minutes
- Dates de sortie :
  -  Japon : 5 décembre 1994

### Distribution

#### Voix originales
- Kotono Mitsuishi : Usagi Tsukino / Sailor Moon
- Aya Hisakawa : Ami Mizuno / Sailor Mercury
- Michie Tomizawa : Rei Hino / Sailor Mars
- Emi Shinohara : Makoto Kino / Sailor Jupiter
- Rika Fukami : Minako Aino / Sailor Venus
- Kae Araki : Chibiusa Tsukino / Sailor Chibi Moon
- Toru Furuya : Mamoru Chiba / Tuxedo Mask
- Keiko Han : Luna
- Yasuhiro Takato : Artemis
- Megumi Ogata : Haruka / Sailor Uranus
- Masako Katsuki : Michiru / Sailor Neptune
- Chiyoko Kawashima : Sailor Pluto
- Masami Kikuchi : Kakeru Ōzora
- Eiko Masuyama : Princess Snow Kaguya
- Mariko Onodera : Snow Dancer
- Yūko Nagashima : Snow Dancer
- Megumi Hayashibara : Himeko Nayotake

#### Voix françaises
- Isabelle Volpé : Bunny Rivière / Sailor Moon
- Pauline de Meurville : Raya / Sailor Mars
- Marie Nonnenmacher : Marcy Maurane / Sailor Jupiter
- Pascale Chemin : Molly / Sailor Mercure
- Frédérique Marlot : Mathilda / Sailor Venus
- Corinne Martin : Camille Rivière / Sailor Chibi Moon
- Bastien Bourlé : Bourdu / L'homme Masqué
- Bérangère Jean : Luna
- Bruno Méyère : Artemis
- Françoise Escobar : Frédérique /  Sailor Uranus
- Jade Lanza : Mylène /  Sailor Neptune
- Agnès Manoury : Sylvana / Sailor Pluton
- Nathalie Bienaimé : Kaguya
- Alexandre Coadour : Ludovic
- Jessie Lambotte : Estelle

Source : Planète Jeunesse ()

## Titre en différentes langues
- Allemand : Sailor Moon - Movie 2 : Schneeprinzessin Kaguya
- Anglais : Sailor Moon S Movie: Heats in Ice
- Italien : Sailor Moon S The Movie - Il Cristallo Del Cuore